# Crustulina starmuehlneri
Crustulina starmuehlneri là một loài nhện trong họ Theridiidae.
Loài này thuộc chi Crustulina. Crustulina starmuehlneri được miêu tả năm 1966 bởi Kritscher.